# 평화궁

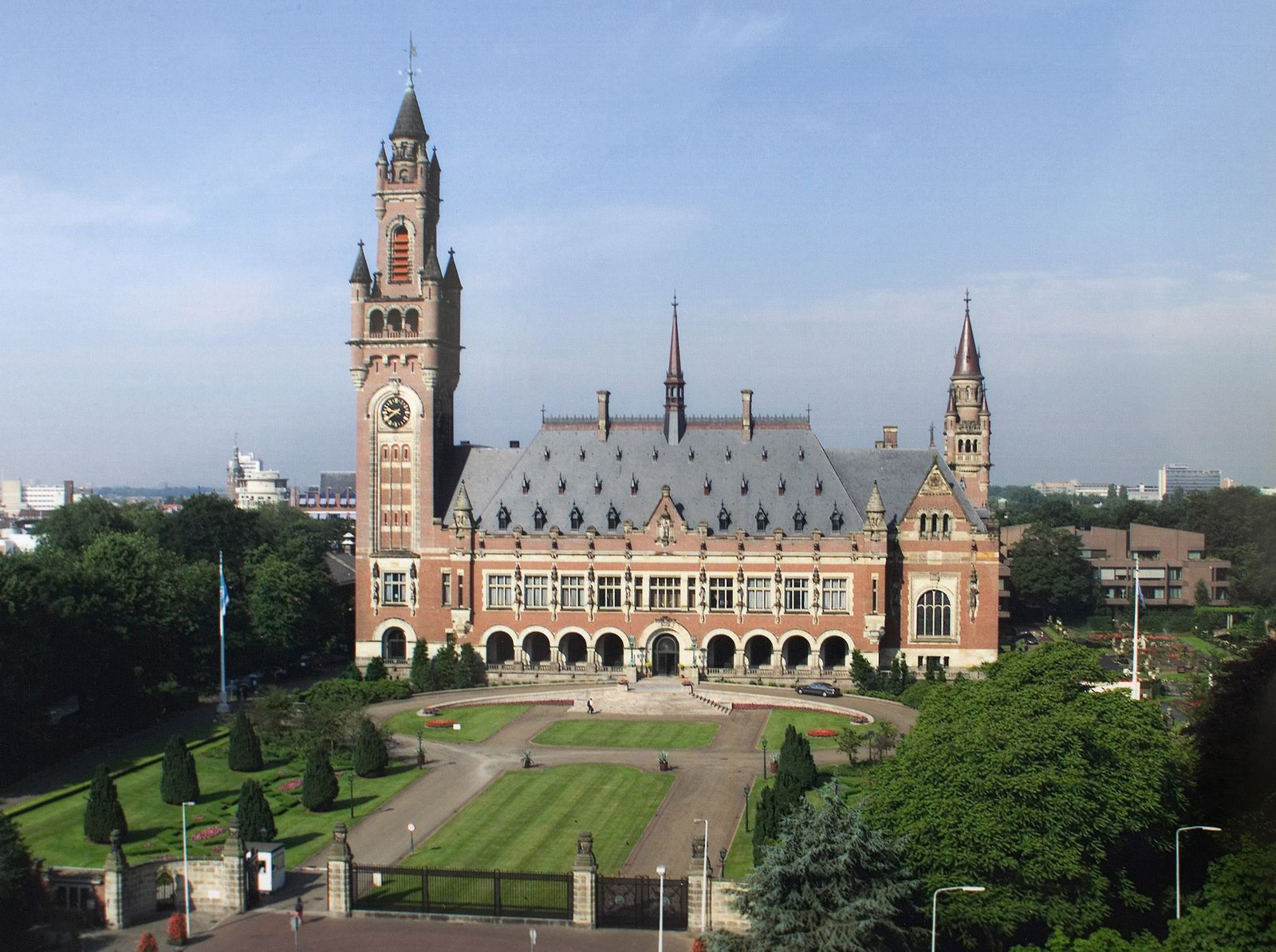
네덜란드 헤이그에 있는 평화궁

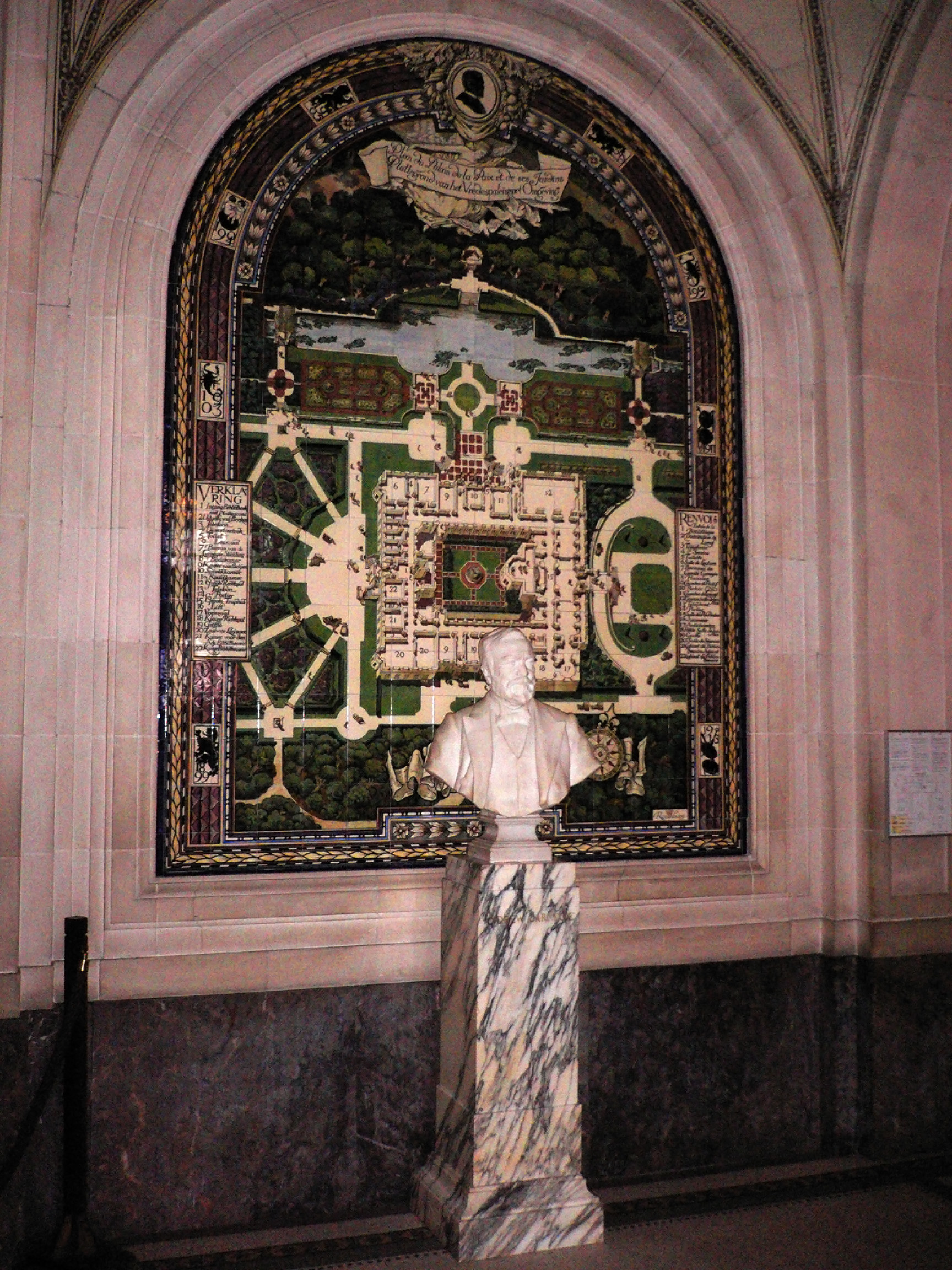
카네기 흉상과 평화궁 지도

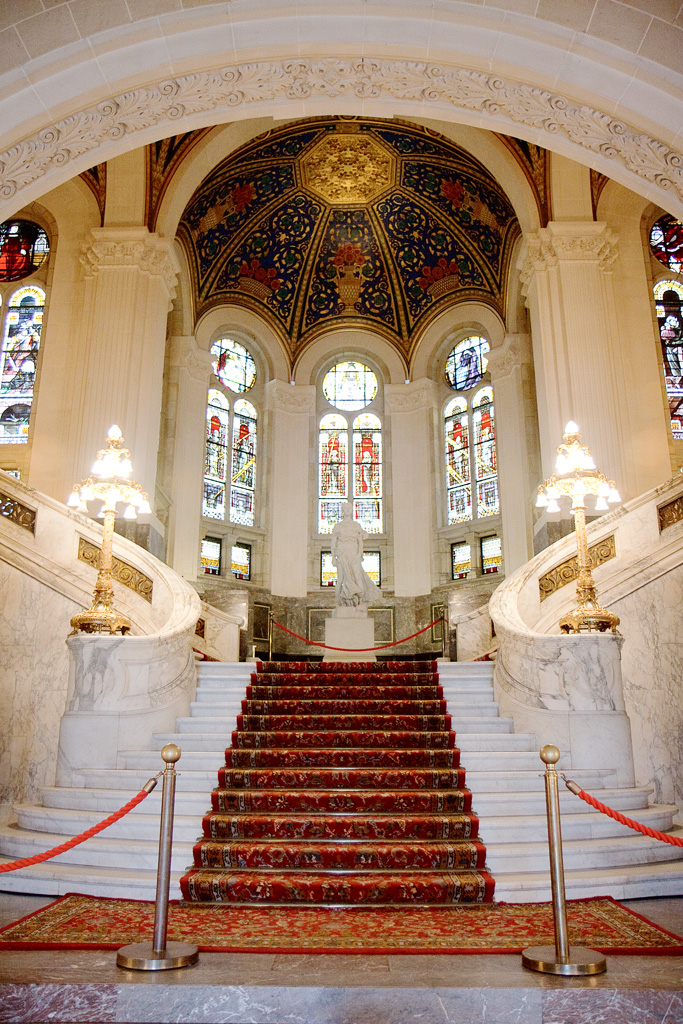
평화궁 내부

평화궁(Peace Palace)은 네덜란드 헤이그에 위치한 건물이다. 국제사법재판소, 상설중재재판소, 헤이그 국제법 아카데미, 평화궁 도서관이 위치해 있다. 미국 철강 재벌 앤드루 카네기가 건설 자금을 기부했다.
북위 52° 05′ 12″ 동경 4° 17′ 44″ / 북위 52.0866°  동경 4.2955° 에 위치해 있다.
헤이그는 네덜란드의 행정수도이다. 네덜란드는 17세기에 해양 진출이 활발해져서 신흥 해양강국이 되었으며, 이러한 때에, "국제법의 아버지"라고 불리는 그로티우스를 배출한다.

## 이준 열사
이준 열사 일행의 헤이그 활동을 적극 지원하였던 스테드는 미국의 철강 재벌 앤드루 카네기를 설득, 그로 하여금 당시 150만불을 쾌척하여 상설중재재판소(PCA)가 들어갈 평화궁을 짓게 하였다. 평화궁에는 앤드루 카네기와 스테드의 흉상이 세워져 있다.

## 갤러리

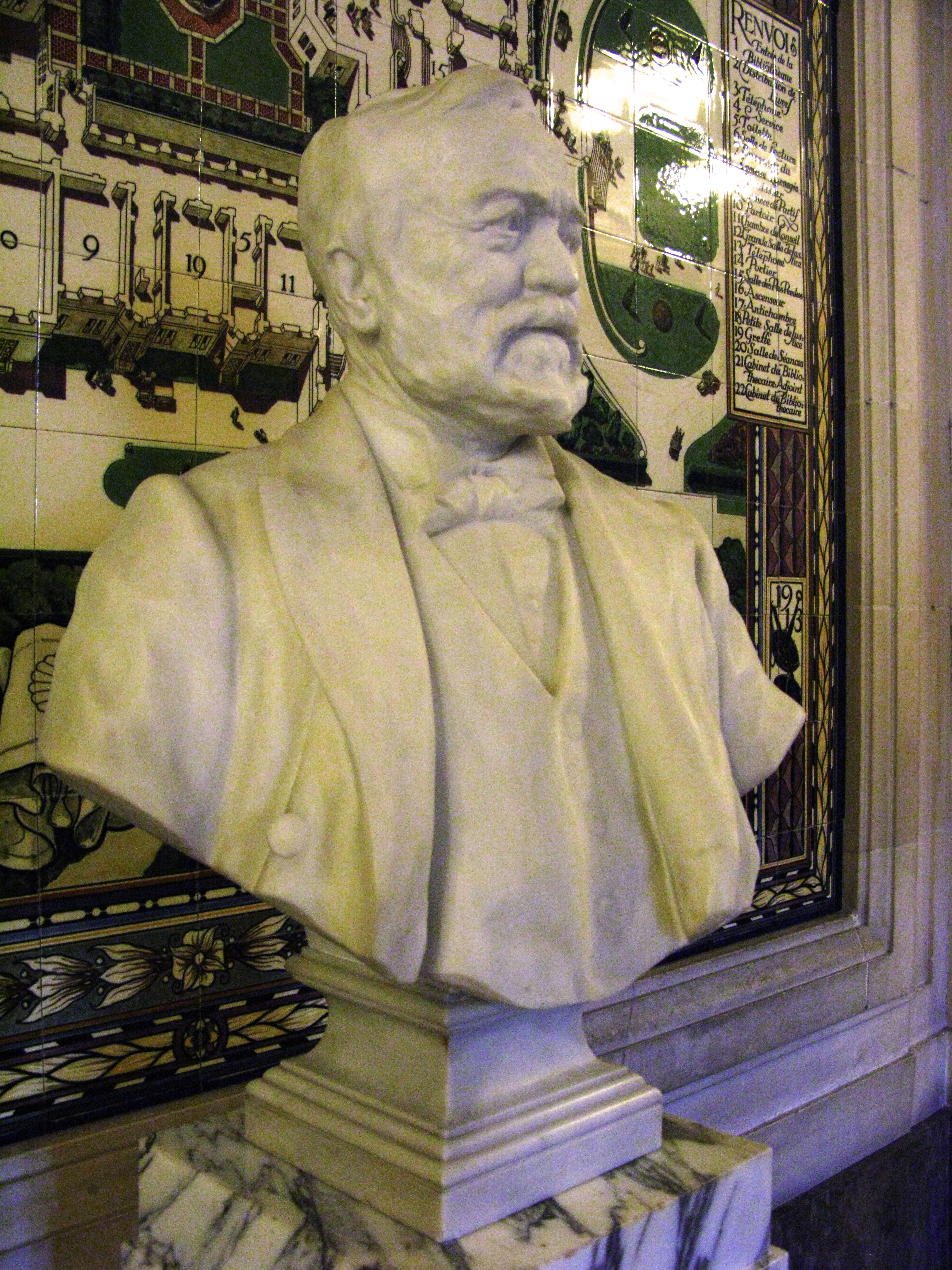
카네기
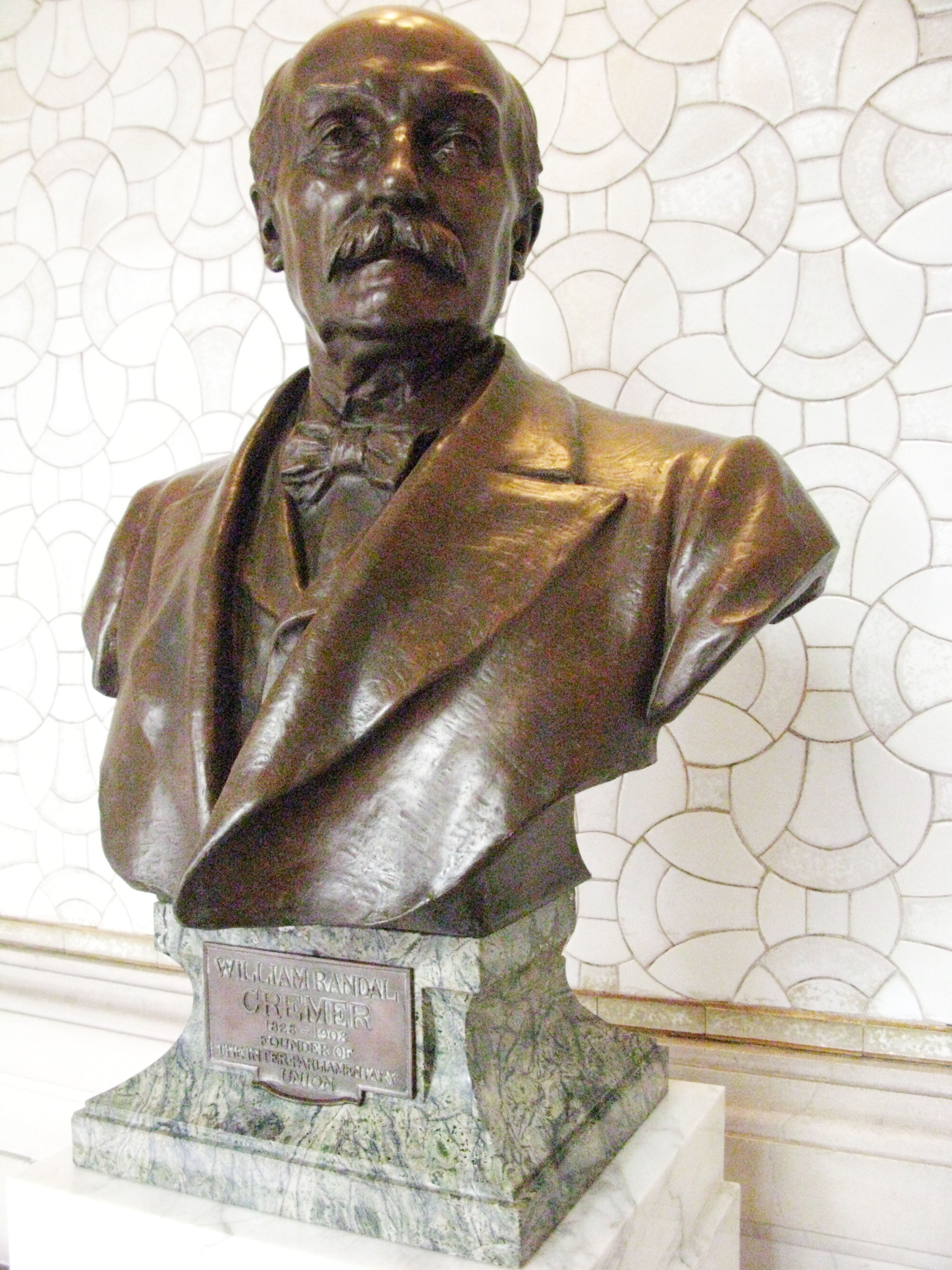
en:William Randal Cremer
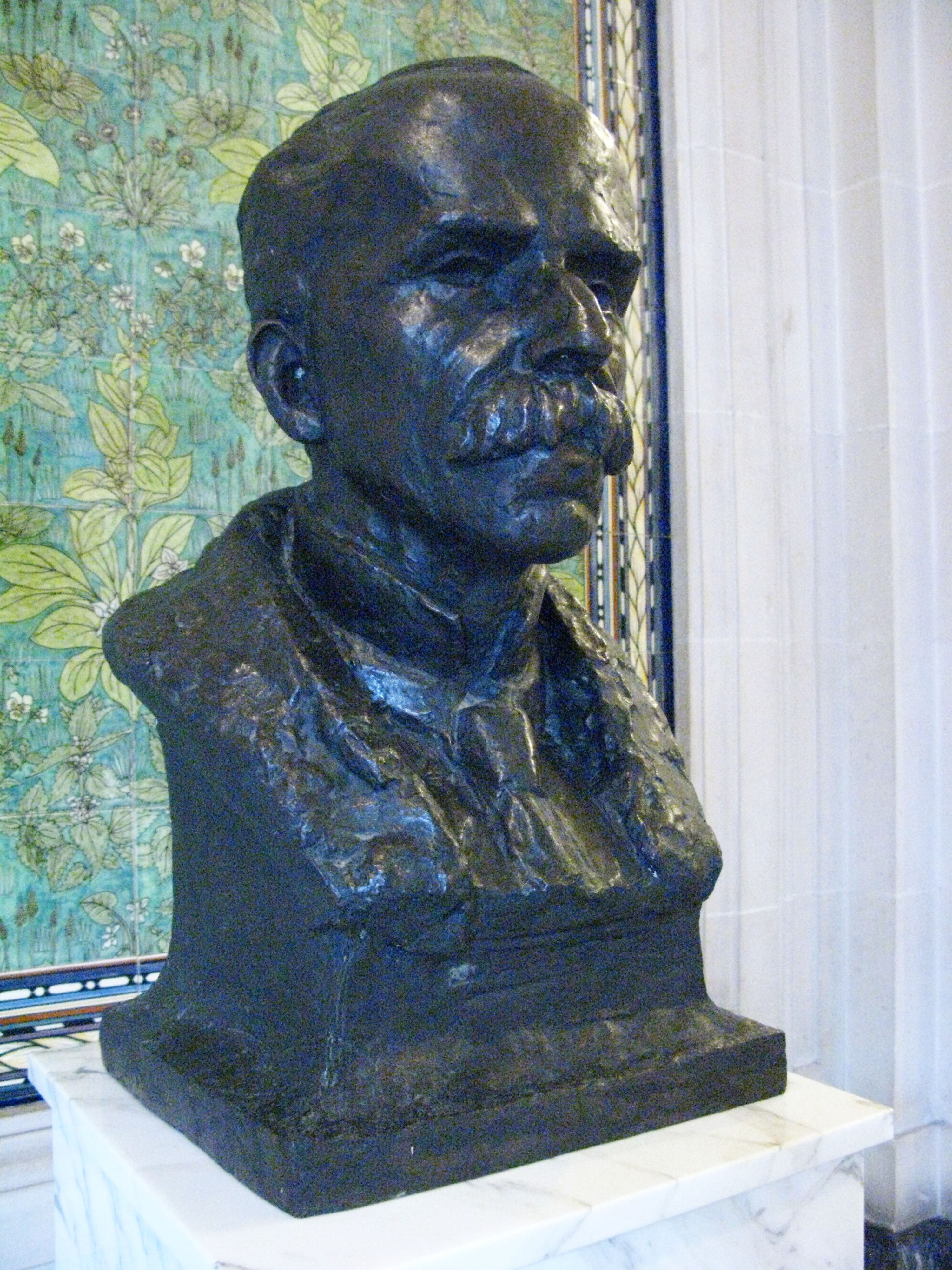
en:Rui Barbosa
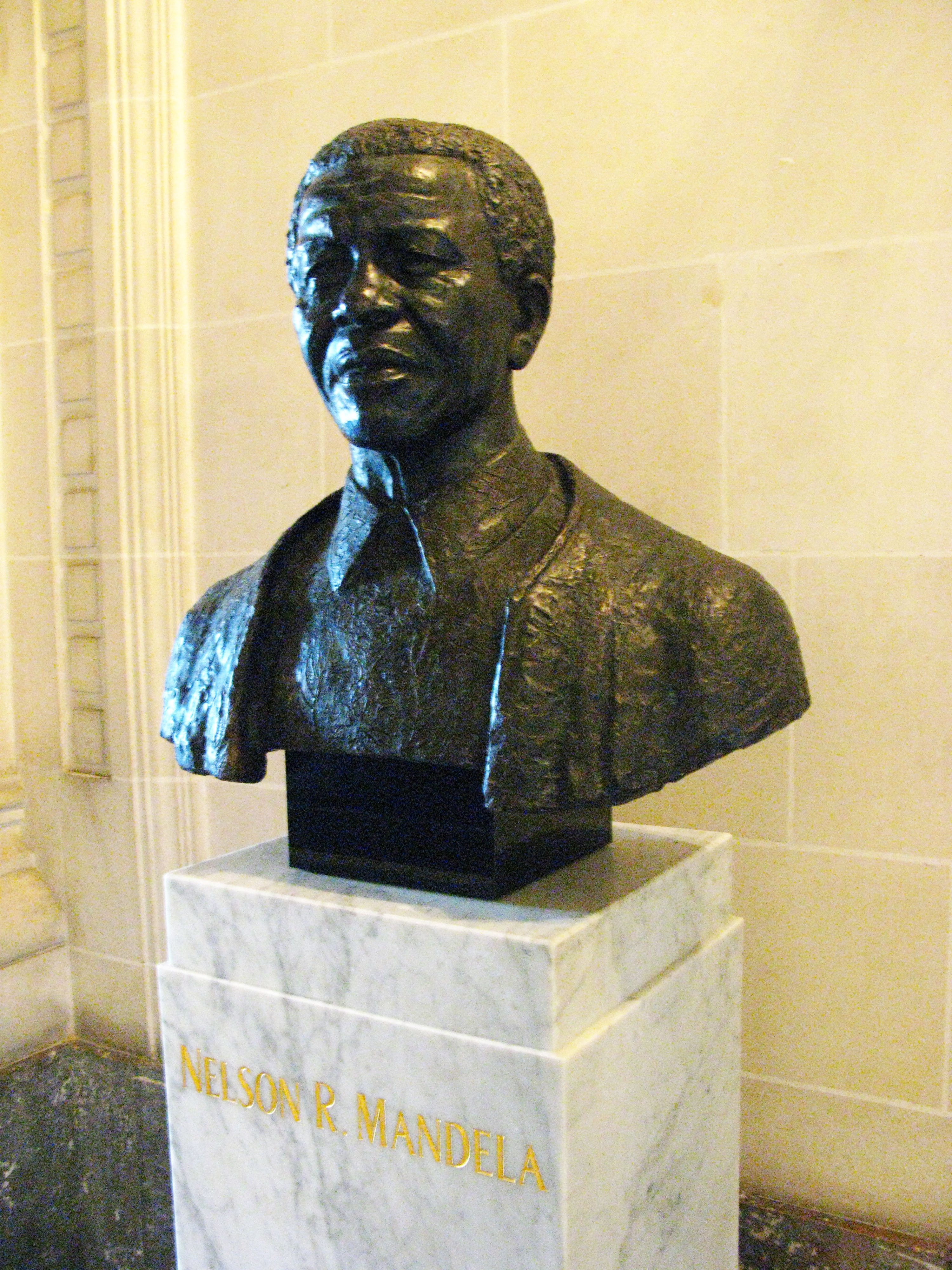
넬슨 만델라
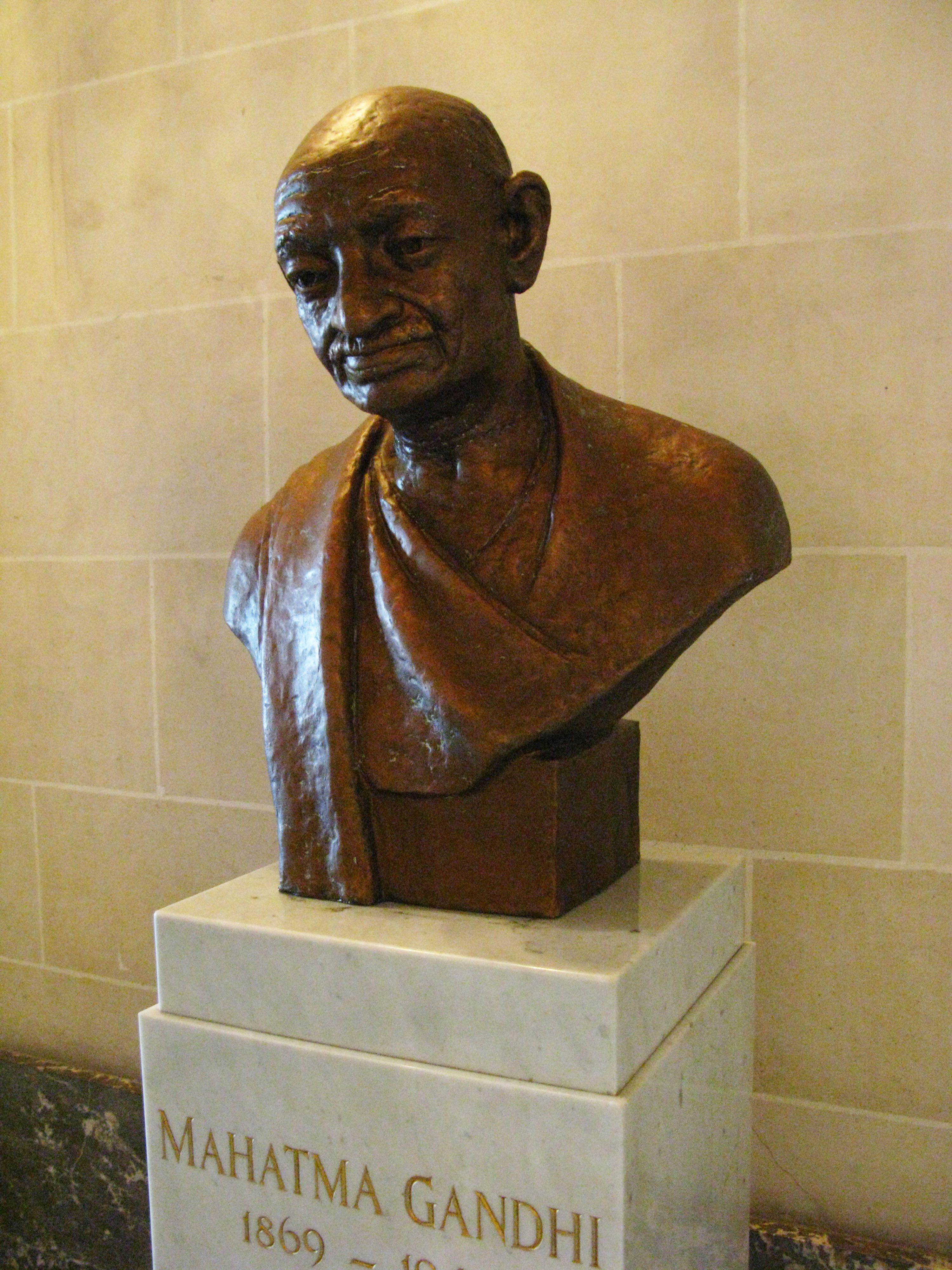
모한다스 간디
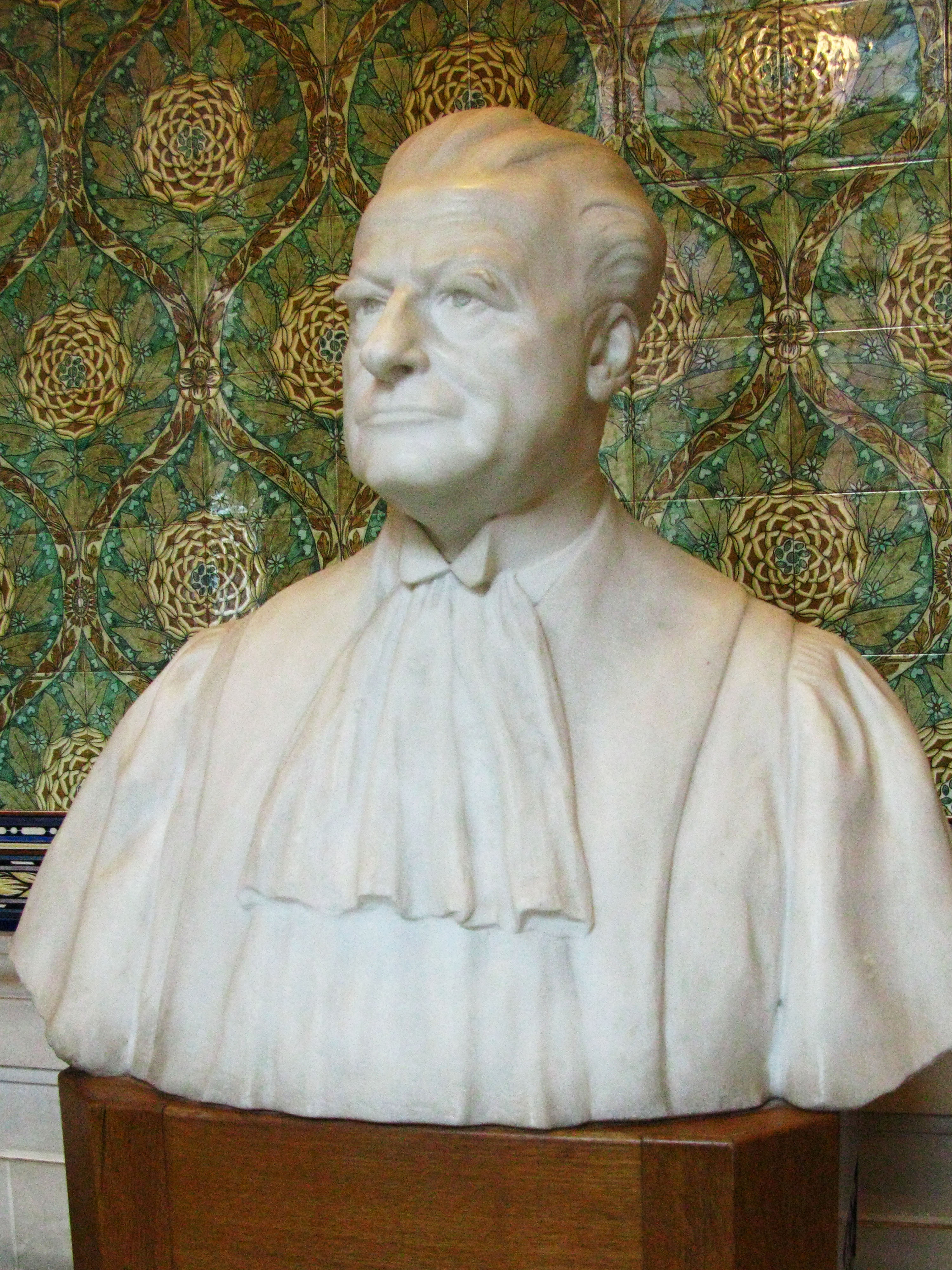
Loder
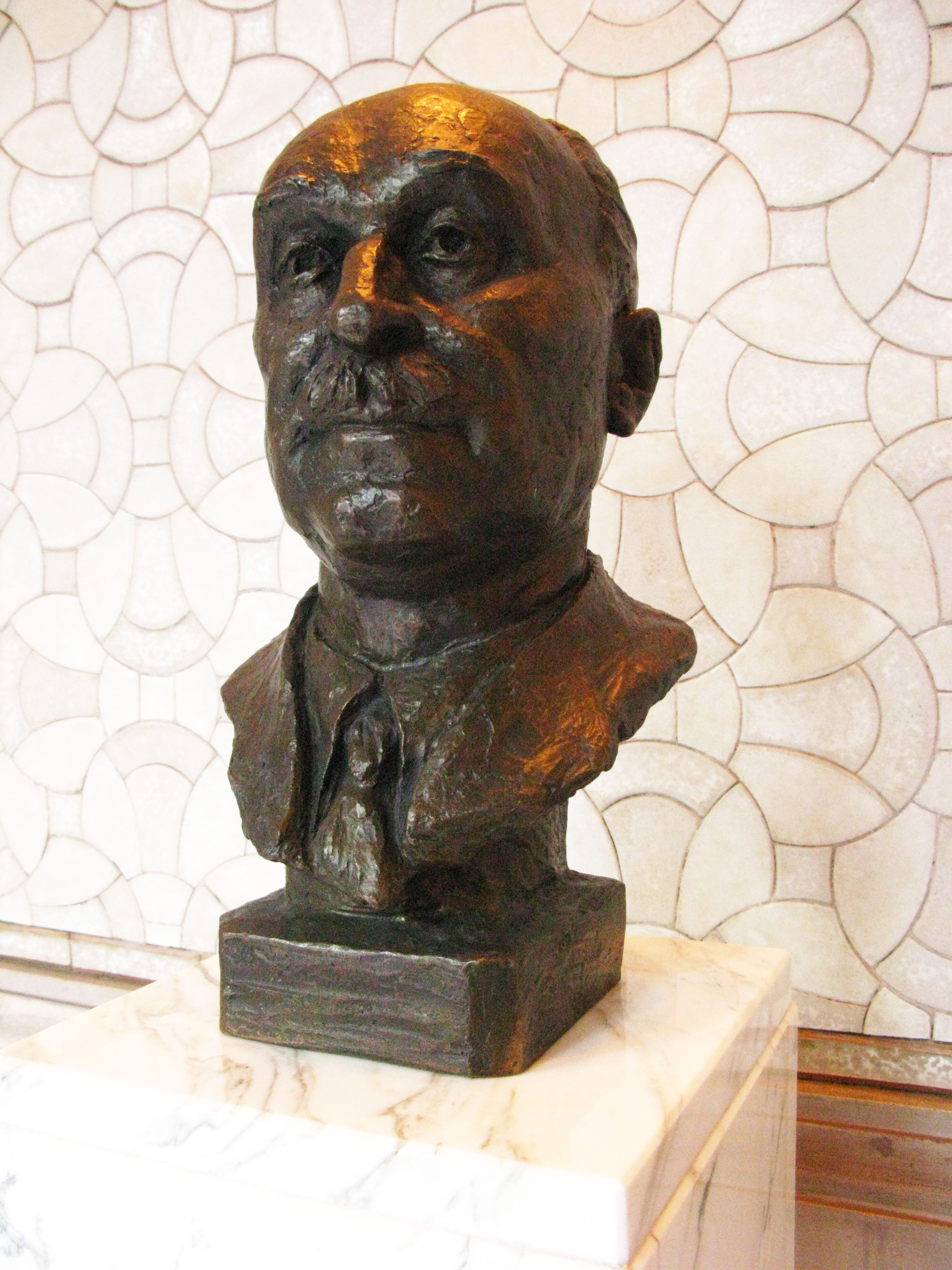
장 모네
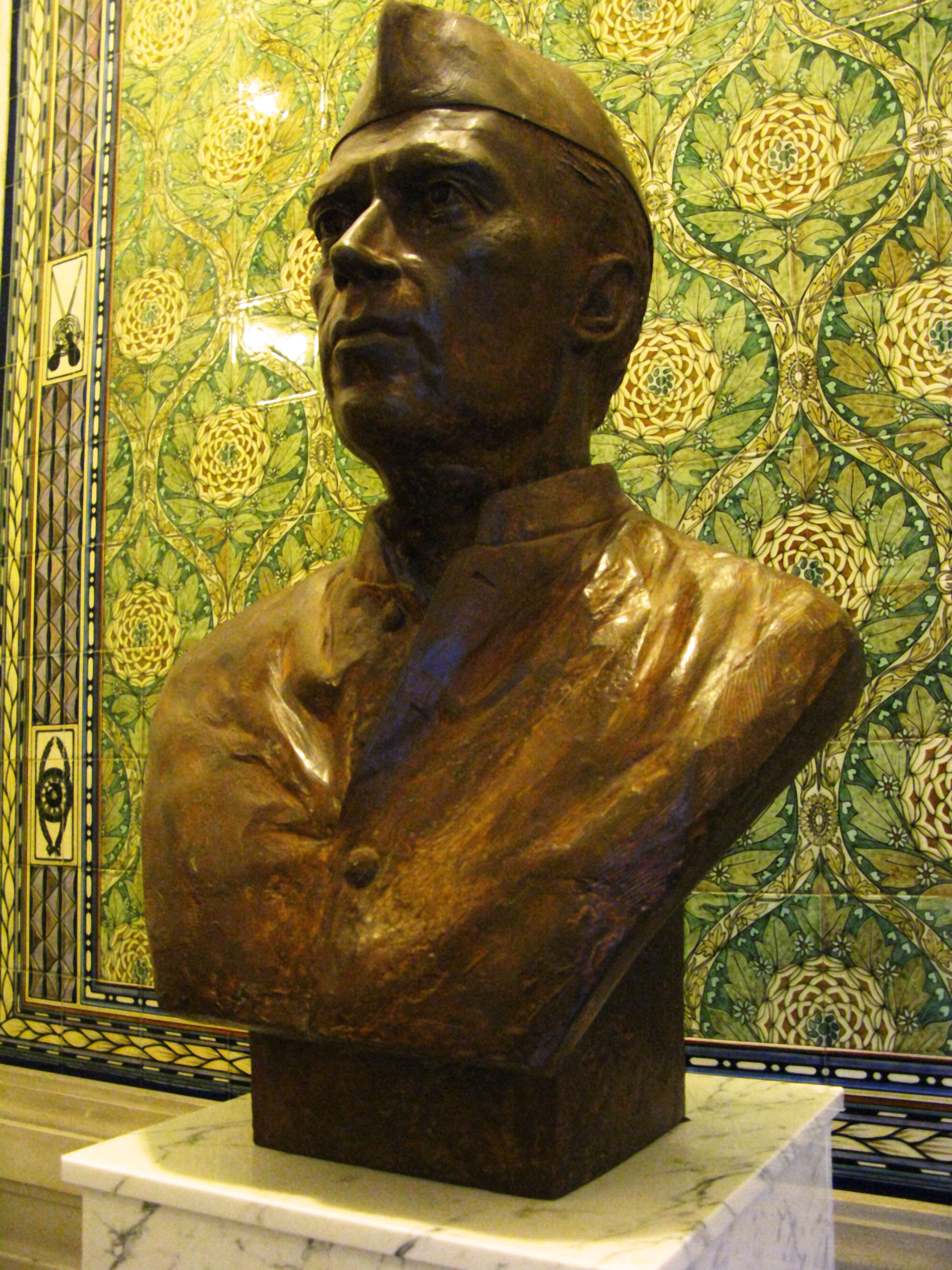
자와할랄 네루

## 같이 보기
- 국제사법재판소
- 상설중재재판소